# Nosy Komba
Nosy Komba is een klein vulkanisch eiland gelegen ten noordwesten van Madagaskar, tussen Nosy Be en het vasteland. Het eiland behoort tot de gemeente Nosy Be, in de regio Diana.
Er leven veel maki's op het eiland, die daar als heilig worden beschouwd door de eilandbewoners.
Het eiland wordt ook wel Nosy Ambariovato genoemd, wat eiland omgeven door rotsen betekent, zodat het wordt beschermd tegen overstromingen. Doordat het eiland bedekt is met tropisch regenwoud is er veel flora en fauna. De stranden en de ongereptheid die heerst maken het een bestemming voor liefhebbers van ontspanning, onthaasting en natuur.
Het hoogste punt is de vulkaan Antaninaomby met 622 meter. Recente uitbarstingen zijn niet bekend.

## Toegang
Het eiland is 8 kilometer in diameter en ligt op 20 minuten vaarafstand van het eiland Nosy Be. De kano is het enige vervoermiddel om van Nosy Be naar Nosy Komba te gaan. Kano's vertrekken vanaf Hell-Ville (Nosy Be) naar Nosy Komba.
Van het vasteland is het op verzoek bereikbaar per boot, vanaf de kleine haven van het schiereiland Ankify.

## Economie
De belangrijkste instellingen van het eiland, de apotheek en een school, zijn beide gebouwd in het dorp Ampangorina in het noorden. Dit is twee uur lopen van een groot aantal kleine geïsoleerde kustdorpen zoals Antitorona, Antamotamo, Antrema, Anjiabe en Ampasimbe. Er zijn nog andere kleine scholen in sommige dorpjes en er wordt een tandartspraktijk gemaakt onder leiding van de Italiaanse Stefano, gelegen in het dorpje Antitourne. Op de school in het dorpje Antitoron loopt het project One Laptop Per Child (OLPC) waarbij ze laptops aanbieden aan schoolkinderen tegen een lage prijs.

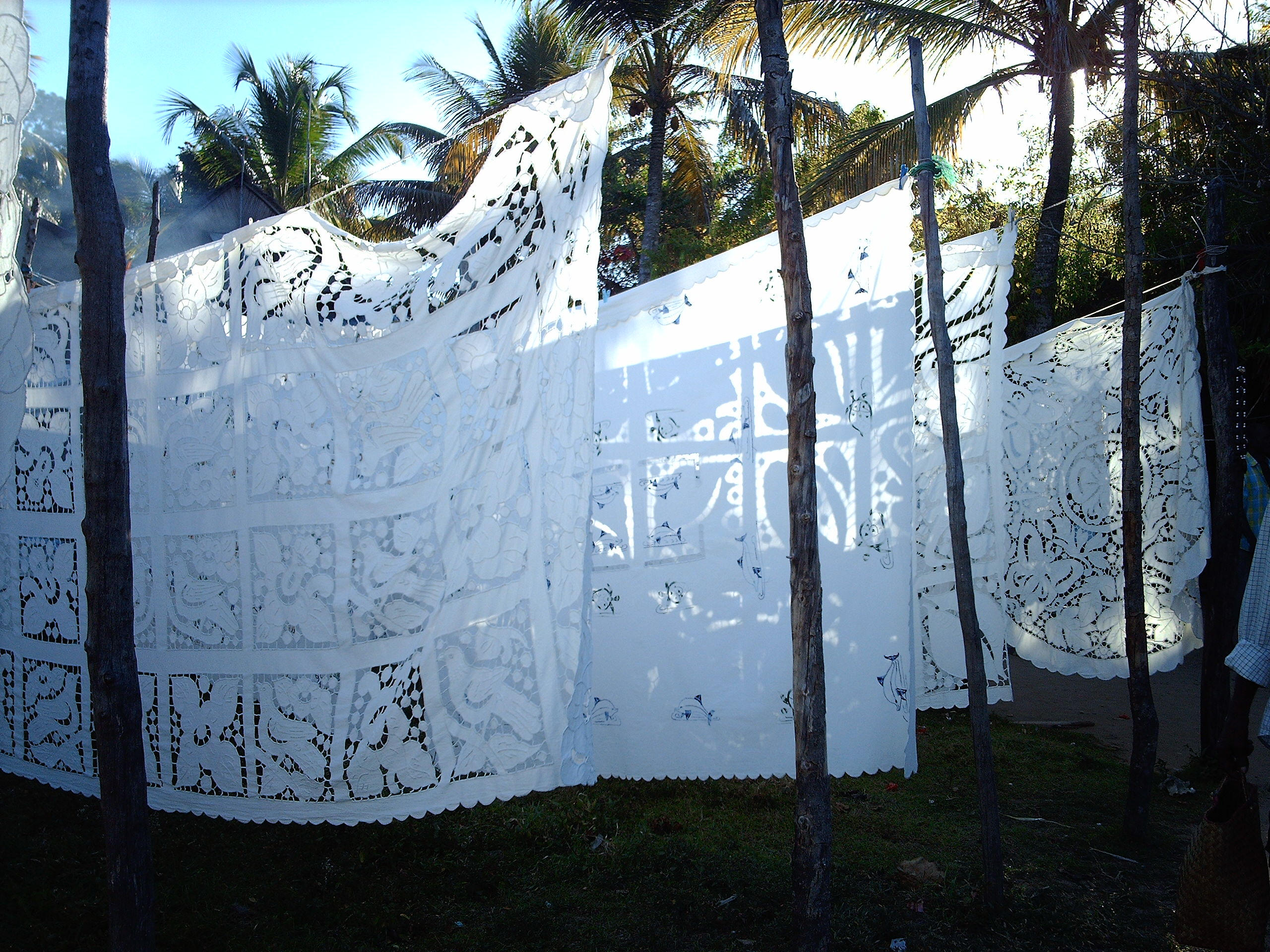
Lokaal geborduurde tafelkleden.

De economie van dit eiland bestaat uit het grootste deel van de productie van door de vrouwelijke inwoners geborduurde tafelkleden. Ook wordt er geld verdiend met de rijstoogst in de bergen en met het vissen, hoewel dat product de laatste jaren schaars lijkt. Het eiland produceert ook rum, vanille en kruiden.
Er bevinden zich ook supermarkten op het eiland en het is mogelijk om tegen een kleine vergoeding bungalows te huren. Er zijn ook enkele typische restaurants en bars om toeristen te verwelkomen.

## Toerisme
Meer dan 4000 mensen bewonen het eiland. Er zijn veel toeristen die naar Nosy Komba gaan om weg te komen van de drukke moderne wereld. Op Nosy Komba is namelijk geen elektriciteit met uitzondering van het dorpje Antitourne waar generators staan. Er zijn geen verharde wegen, alleen voetpaden.
Vaak verblijven de toeristen op Nosy Be en gaan een middagje naar Nosy Komba. Daar observeren ze lemuren of kopen lokaal gemaakte sieraden, schilderijen of kleding. Ook is er een beeldhouwer dat zijn werken daar verkoopt. Daarnaast zijn er ook restaurants en hotels.
Toeristen komen vaak voor de natuur en spotten de flora en fauna zoals de reizigersboom, de Cananga odorata of de beroemde lemuren. De boa Sanzinia volontany komt endemisch op het eiland voor. Men kan ook duiken rondom het eiland.

## Galerij

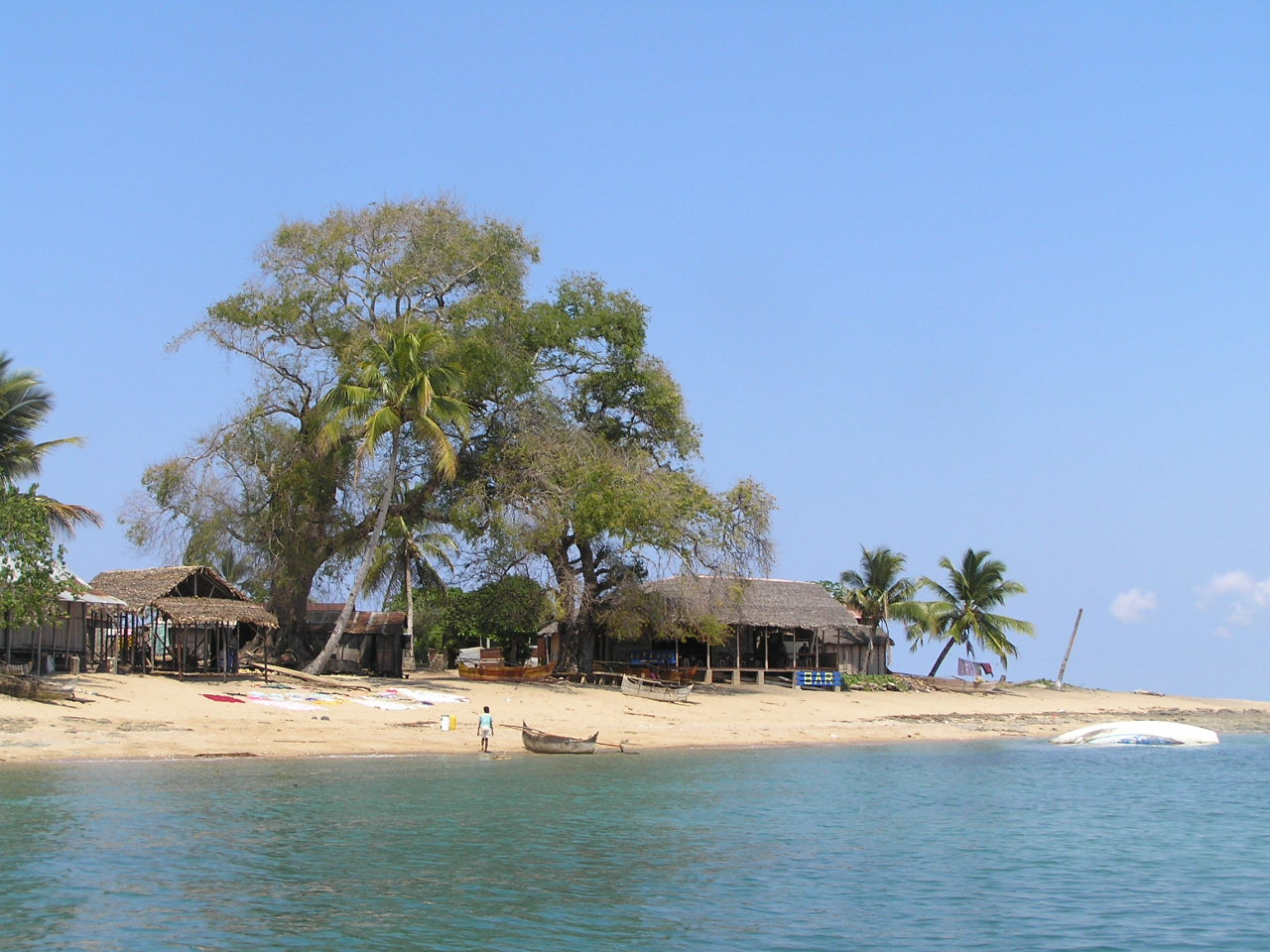
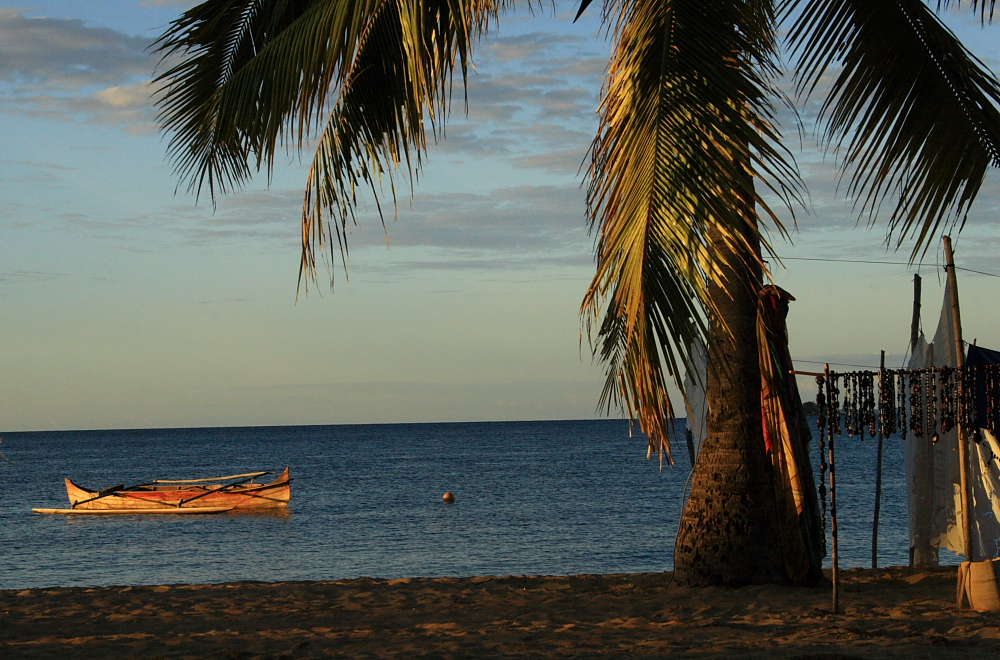
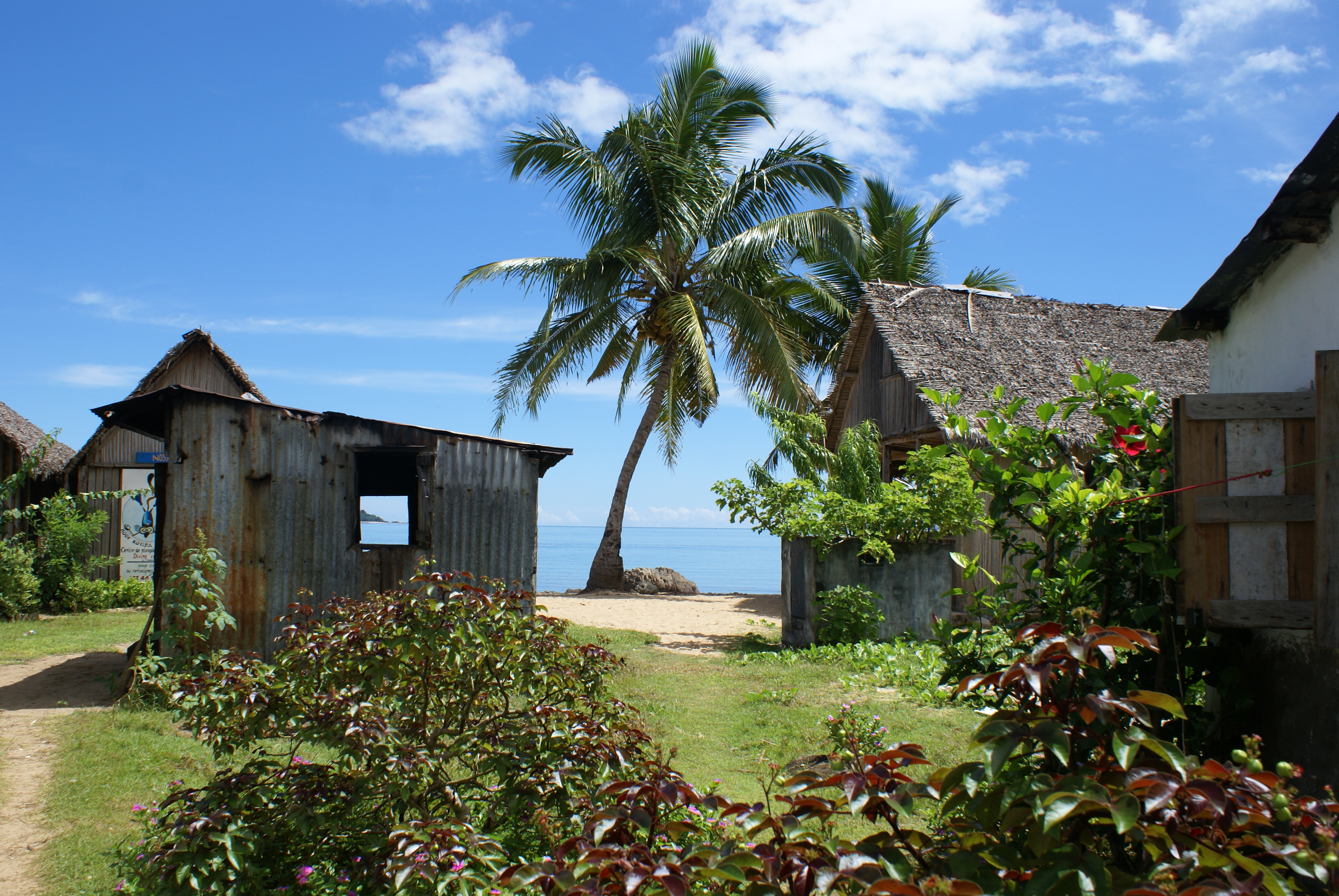
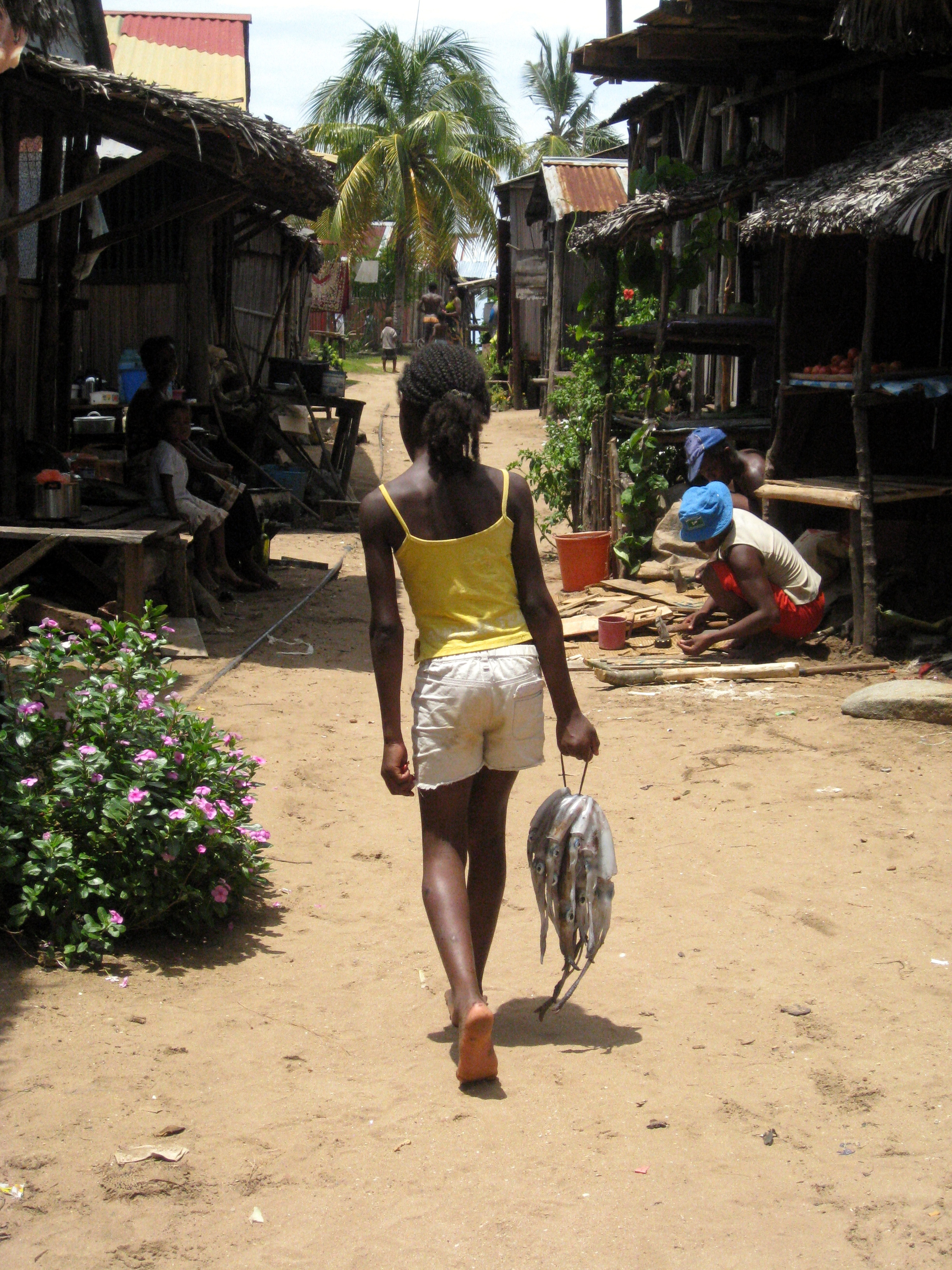
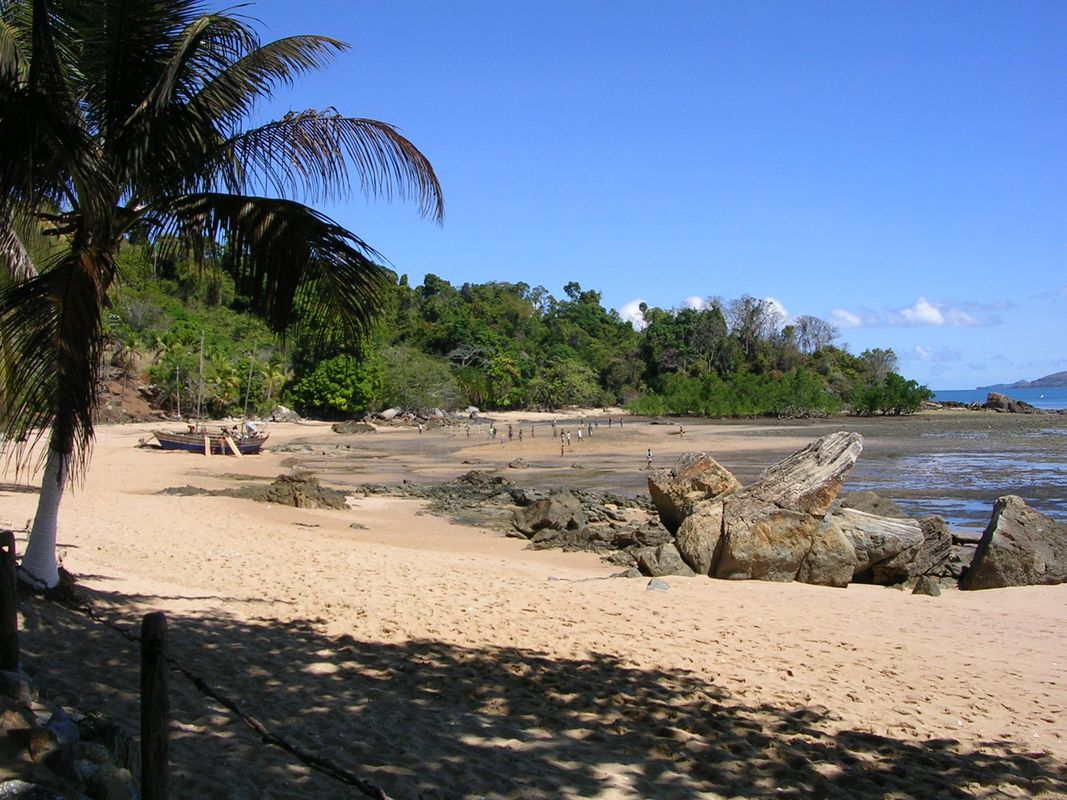
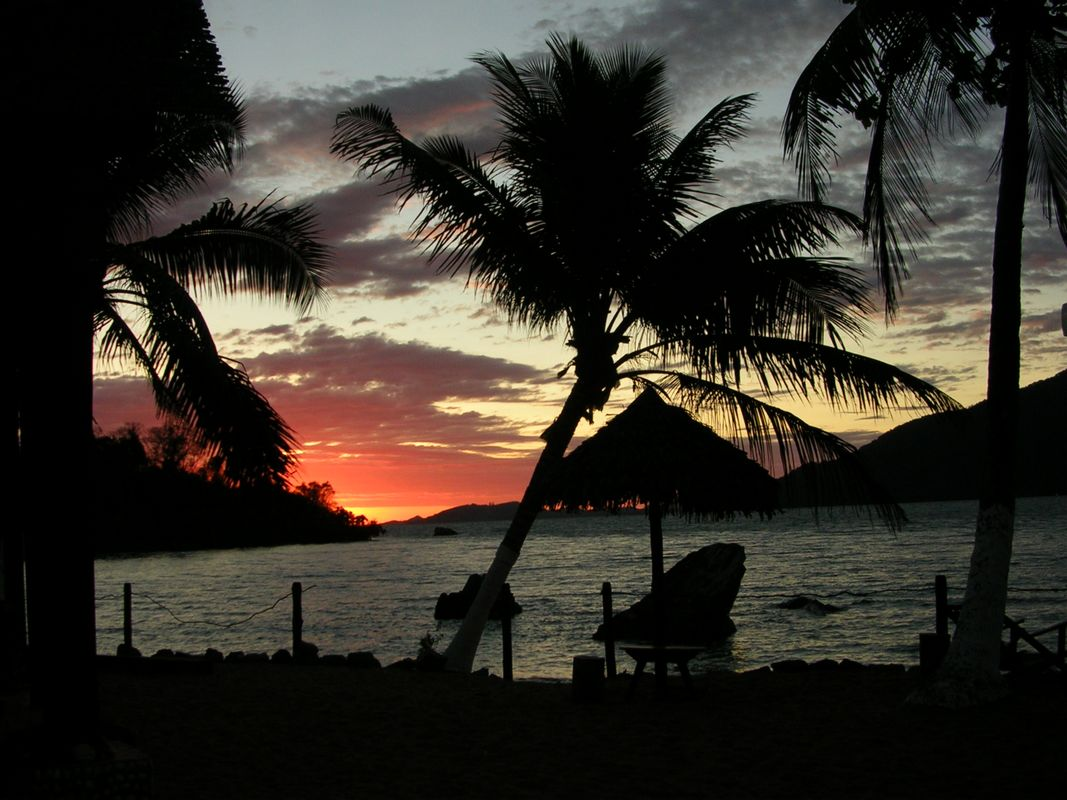
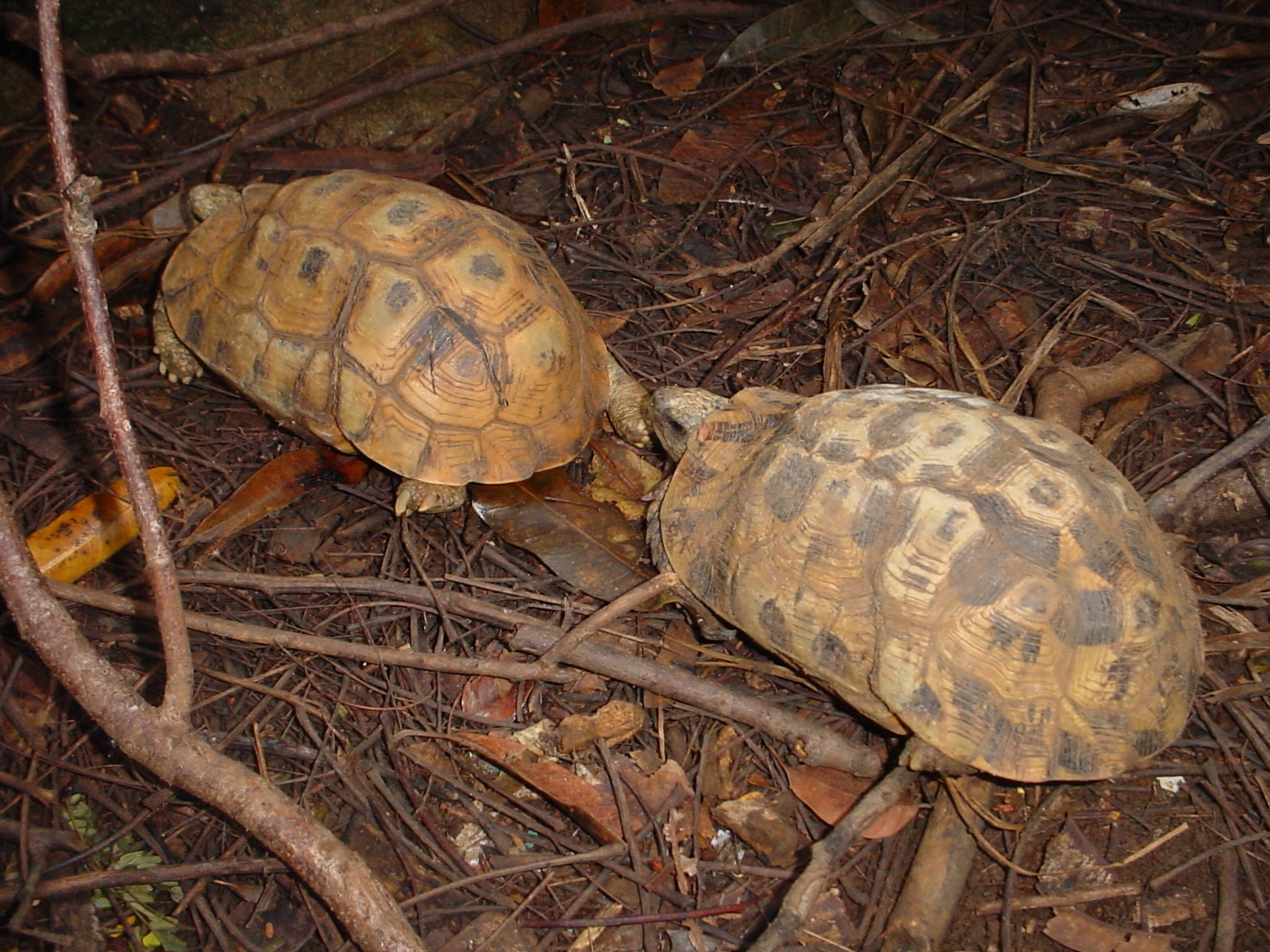